# Ceratophrys cranwelli
Ceratophrys cranwelli – gatunek płaza bezogonowego z rodziny Ceratophryidae. Osiąga do 13 cm długości i cechuje się bardzo szeroką jamą ustną, a także fałdami przypominającymi rogi. Gatunek ten występuje w Boliwii, Paragwaju, Argentynie oraz na przyległym obszarze Brazylii (stan Mato Grosso do Sul). Zasiedla okresowe zbiorniki wodne. Zarówno osobniki dorosłe, jak i kijanki są drapieżnikami i żywią się różnego rodzaju bezkręgowcami i kręgowcami. Rozmnaża się pod koniec pory deszczowej, a samica jednorazowo składa około 1200 jaj. Gatunek najmniejszej troski (LC), w związku z m.in. rozległym zasięgiem występowania, a także dużymi rozmiarami populacji.

## Nazewnictwo
Gatunek nazwany na cześć herpetologa Jorge Cranwella, który jako pierwszy wyodrębnił gatunek C. cranwelli ze spokrewnionej rogatki ozdobnej (Ceratophrys ornata). 

## Informacje ogólne
Duży, dobrze zbudowany płaz. Długość od ujścia kloaki do czubka pyska u dorosłych osobników waha się od 4,2 do 13,0 cm. Głowa duża, szeroka i płaska z wyraźnie zaznaczonymi oczami. Nad oczami znajdują się charakterystyczne trójkątne fałdy przypominające rogi. Jama ustna może zostać otwarta na szerokość wynoszącą ponad połowę długości ciała. Język duży i lepki. W przeciwieństwie do większości płazów bezogonowych czaszka jest usztywniona, a spojenie żuchwy zrośnięte, co w połączeniu z krótką szczęką zapewnia bardzo dużą siłę zgryzu. Palce u dłoni krótkie, bez błony pławnej, a u stopy spięte słabo zaznaczoną błoną pławną. Grzbiet ma kolor od jasnobrązowego po zgaszony zielony. Brzuch jasny. Na kończynach przednich widoczne ciemnobrązowe poprzeczne paski.
Analiza filogenetyczna wykazała, że gatunek ten jest grupą siostrzaną dla rogatki ozdobnej, od której natomiast różni się następującymi cechami:
- C. cranwelli to gatunek diploidalny (liczba chromosomów 2n = 26), a C. ornata oktoploidalny (liczba chromosomów 8n = 104),
- trójkątne fałdy skóry nad oczami (rogi) są wyraźniej zaznaczone u C. cranwelli,
- C. ornata jest jaskrawiej ubarwiona.

## Zasięgi siedlisko
Gatunek ten występuje w Gran Chaco – krainie geograficznej w Ameryce Południowej na pograniczu Boliwii, Paragwaju, Argentyny i Brazylii na wysokościach bezwzględnych do 700 m n.p.m. Płaz ten zasiedla okresowe zbiorniki wodne. Gatunek ten dużą część czasu spędza zakopany pod ziemią, wzrost aktywności obserwuje się podczas pory deszczowej.

## Dieta i sposób odżywiania się
Drapieżnik – płaz ten zagrzebuje się częściowo w ziemi, skąd poluje z zasadzki na przechodzące obok zwierzęta.  Osobniki dorosłe żywią się  m.in. płazami bezogonowymi (np. ropuchą Rhinella major, gruboskórnikiem termitojadem oraz płazami z rodzaju Leptodactylus), małymi ssakami, ptakami, jaszczurkami, mięczakami, mrówkami i chrząszczami. Kijanki również są drapieżnikami i żywią się innymi kijankami (zaobserwowano również kanibalizm), owadami oraz skorupiakami. Kijanki mają zrogowaciałe osłonki szczęki (ang. jaw sheahts) oraz kilka rzędów zrogowaciałych zębów pomagających w rozrywaniu ofiary.

## Rozmnażanie i rozwój
Do rozrodu dochodzi we wczesnej porze deszczowej. Samce zazwyczaj nawołują w nocy częściowo zanurzone w wodzie. Nawoływanie przypomina dźwięk wydawany przez tubę i ma częstotliwość 1400–1900 Hz. Samice składają jaja (jednorazowo około 1200) w stawach. 
Podobnie jak kijanki rogatki ozdobnej, kijanki C. cranwelli są w stanie wydawać dźwięki, które razem z szybkimi ruchami ogona służą zapewne zmniejszaniu poziomu kanibalizmu wśród kijanek w tym samym zbiorniku wodnym – wykazano, że dźwięk wydawany przez kijankę atakowaną przez inną kijankę C. cranwelli często prowadził do zaprzestania ataku przez napastnika. Należy zauważyć, że mechanizm ten jest mniej skuteczny przy zmniejszonej dostępności ofiar należących do innych gatunków.

## Status
W 2004 roku gatunek ten otrzymał status gatunku najmniejszej troski (LC) w związku z rozległym zasięgiem, tolerancją wielu rodzajów siedlisk, a także potencjalnie dużymi rozmiarami populacji. Status ten podtrzymano w 2023 roku. W części jego zasięgu postępuje utrata siedlisk. Płaz ten jest zabijany przez miejscową ludność w związku z niesłusznym przeświadczeniem, iż jest on toksyczny. Jest on również odławiany z przeznaczeniem na handel jako zwierzę domowe, a jaja używane są w badaniach naukowych.